# A Culpa É das Estrelas (filme)
The Fault in Our Stars (bra/prt: A Culpa É das Estrelas) é um filme de romance estadunidense de 2014 dirigido por Josh Boone, baseado no livro de mesmo nome de John Green. O filme é estrelado por Shailene Woodley, Ansel Elgort, e Nat Wolff, com Laura Dern, Sam Trammell, e Willem Dafoe interpretando papéis coadjuvantes. Woodley interpreta Hazel Grace Lancaster, uma paciente com câncer de dezesseis anos de idade, que é forçada por seus pais para participar de um grupo de apoio, onde posteriormente se encontra e se apaixona por Augustus Waters de dezoito anos que tem uma perna amputada, interpretado por Elgort.
Desenvolvimento de The Fault in Our Stars começou em janeiro de 2012 quando Fox 2000, a divisão da 20th Century Fox, comprou os direitos para adaptar o livro para o cinema. Filmagem principal começou em 26 de agosto de 2013 em Pittsburgh nos Estados Unidos com alguns dias adicionais em Amsterdam nos Países Baixos antes de ser concluído em 16 de outubro de 2013.
The Fault in Our Stars foi lançado em 5 de junho de 2014 no Brasil, 6 de junho nos Estados Unidos e 19 de junho em Portugal. O filme teve uma recepção positiva da crítica, com louvor indo para o desempenho bom de Woodley durante todo o filme. O filme também provou ser bem sucedido comercialmente, com isso mantendo o ponto n.º 1 na bilheteria durante sua semana de estreia e tendo arrecadou mais de 280 milhões de dólares em todo o mundo contra o seu orçamento de 12 milhões de dólares.

## Elenco
- Shailene Woodley como Hazel Grace Lancaster, uma paciente com câncro de dezesseis anos de idade, que é forçada por seus pais a participar de um grupo de apoio para pacientes com câncro, como a si, onde, posteriormente, conhece e se apaixona por Augustus Waters. Boone descreveu o elenco: "Mais de 250 meninas leram o roteiro, mas não foi até Shailene entrar na frente da câmera que eu realmente vi Hazel pela primeira vez".[6] Dublada no Brasil por Luisa Palomanes.
  - Lily Kenna como jovem Hazel Grace Lancaster[7]
- Ansel Elgort como Augustus Waters, um adolescente que sofria de osteossarcoma que o levou a perder a perna, ele encontra uma paciente com câncro Hazel Grace Lancaster durante uma reunião de apoio para pacientes com câncer.[8] Dublado no Brasil por Raphael Rossatto.
- Nat Wolff como Isaac, o melhor amigo cego de Augustus.[9] Wolff respondeu ao HuffPost Live, "É emocionante, eu me sinto realmente sortudo. O fato de eu começar a trabalhar com essas pessoas super talentosas - Quer dizer, isso é parte do razão pela qual, estou bem no filme, que é a razão".[10] Dublado no Brasil por Andreas Avancini.
- Laura Dern como Frannie Lancaster, mãe de Hazel.[9] Na versão brasileira, é dublada por Mônica Rossi.
- Sam Trammell como Michael Lancaster, pai de Hazel.[11] Na versão brasileira é dublado por Hércules Franco.
- Willem Dafoe como Peter Van Houten.[12] Na versão brasileira, é dublado por Márcio Simões.
- Lotte Verbeek como Lidewij Vliegenthart. Dublada no Brasil por Flávia Saddy.
- Mike Birbiglia como Patrick.[13] Dublado no Brasil por Manolo Rey.

John Green filmou uma participação especial, mas sua cena foi cortada do filme. No entanto, ele irá aparecer nas cenas deletadas. Ele interpreta o pai de uma menina que pergunta sobre cânula de Hazel em um aeroporto. Autor comentou sobre a sua participação, "Cortaram-lo porque ele era totalmente desnecessário para o filme, foi terrível".

## Dubladores no Brasil
- Estúdio de dublagem: Delart[16]
- Direção de Dublagem: Manolo Rey[16]
- Cliente: Fox[16]
- Tradução: Pavlos Euthymiou[16]
- Técnico(s) de Gravação: Henrique Caldas, Léo Santos e Rodrigo Oliveira[16]

Elenco
| Personagem: Dublador           | Fonte  |
| ------------------------------ | ------ |
| Hazel: Luisa Palomanes         | [ 16 ] |
| Gus: Raphael Rossatto          | [ 16 ] |
| Frannie: Mônica Rossi          | [ 16 ] |
| Isaac: Andreas Avancini        | [ 16 ] |
| Houten: Márcio Simões          | [ 16 ] |
| Michael: Hercules Franco       | [ 16 ] |
| Patrick: Manolo Rey            | [ 16 ] |
| Lidewij: Flávia Saddy          | [ 16 ] |
| Dra. Maria: Rita Lopes         | [ 16 ] |
| Dr. Simmons: Luiz Carlos Persy | [ 16 ] |

## Produção
Pré-produção
Em 31 de janeiro de 2012, foi anunciado que a Fox 2000, a divisão da 20th Century Fox, comprou os direitos de adaptação do livro de John Green A Culpa É das Estrelas para um filme. Wyck Godfrey foi criado para produzir o filme para sua bandeira Temple Hill Entertainment com Marty Bowen. Em 19 de fevereiro de 2013, Josh Boone foi contratado para o cargo de direção para o filme, com Scott Neustadter e Michael H. Weber contratados para adaptar o romance em roteiro, marcado como uma segunda adaptação dos escritores feito para Fox, depois de Rosaline.

### Elenco
Em novembro de 2012, de acordo com o site Hypable o autor John Green mostrou interesse no Twitter em Mae Whitman para o papel de Hazel Grace Lancaster. Em fevereiro de 2013, foi anunciado que Hailee Steinfeld e Shailene Woodley não foram oferecidas, mas estavam de olho no papel principal feminino. Em 19 de março de 2013, Entertainment Weekly anunciou que Shailene Woodley tinha conseguido o papel de Hazel. Boone disse: "Lemos perto de 150 atrizes para o papel, e eu vi cerca de 50 desses. Dentro de dez ou quinze segundos de audição de Shailene, eu sabia que ela seria Hazel. Ela levantou as páginas do roteiro e apenas seus olhos estavam espreitando por cima deles". Em 10 de maio, Ansel Elgort foi escalado como o interesse amoroso de Hazel Augustus Waters. Em 23 de julho, Laura Dern se juntou ao elenco como Frannie Lancaster, a mãe de Hazel e Nat Wolff como Issac, o melhor amigo cego de Augustus. Em 14 de agosto, Sam Trammell se juntou ao elenco como Michael Lancaster, pai de Hazel. Em 28 de agosto, o autor John Green anunciou no Twitter que Mike Birbiglia estaria fazendo o papel de Patrick, e em 6 de setembro, Green novamente twittou que Willem Dafoe iria retratar Peter Van Houten.

### Filmagem
A filmagem principal começou em 26 de agosto de 2013 em Pittsburgh, Pensilvânia, locais definidos incluem cidade Oakmont, Pensilvânia. O histórico hotel "Mansions on Fifth" foi destaque no filme. As cenas foram filmadas na igreja St. Paul's Episcopal Church, no subúrbio de Pittsburgh de Mount Lebanon. A produção teve lugar até 10 de outubro na Pensilvânia, em seguida, a produção mudou-se para Amsterdam e começou a filmar em 14 de outubro. As filmagens terminaram oficialmente em 16 de outubro de 2013.
Em Amsterdam, onde três dias de filmagem foram realizadas, os amantes adolescentes foram filmadas em um banco público ao lado do canal. Em 2 de julho de 2014, foi revelado que o banco tinha desaparecido, e autoridades da cidade admitiram que não sabiam onde ele estava. O porta-voz Stephan van der Hoek disse: "É um pouco embaraçoso, porque fazemos acompanhar bem deles, mas ele se foi tudo bem." E prometeu voltar a instalar um novo banco dentro de semanas.

### Música
Mike Mogis e Nate Walcott da Bright Eyes (banda) fizeram a trilha sonora do filme. A lista de álbuns faixa completa foi lançada em 13 de abril de 2014, com canções de artistas como M83, Kodaline, Jake Bugg, Charli XCX, Tom Odell, e Ed Sheeran. Enquanto a trilha sonora foi lançado nos EUA em 19 de maio pela Atlantic Records e em 23 de junho no Reino Unido.
A trilha sonora oficial do filme, embora seja oficial, não tem todas as músicas reproduzida nas cenas. Algumas músicas foram colocadas no CD apenas porque foram homenagens.
A música "What You Wanted" do grupo OneRepublic foi utilizada apenas no trailer do filme e não entrou no CD da trilha oficial. A música "Winter" de Vivaldi, que faz parte do concerto "The Four Seasons" também foi utilizada em uma cena em que Gus e Hazel estão em Amsterdam.
1. Ed Sheeran - "All Of The Stars"
2. Jake Bugg - "Simple As This"
3. Birdy & Jaymes Young - "Best Shot"
4. Kodaline - "All I Want"
5. Tom Odell - "Long Way Down"
6. Charli XCX - "Boom Clap"
7. STRFKR - "While I’m Alive"
8. Grouplove - "Let me in"
9. Indians - "Oblivion"
10. The Radio Dept. - "Strange Things Will Happen"
11. Afasi & Filthy - "Bomfalleralla"
12. Ray LaMontagne - "Without Words"
13. Birdy - "Not About Angels"
14. Lykki - "No One Ever Loved"
15. M83 - "Wait"
16. Birdy - "Best Shot" (bônus track)

## Marketing e promoção
O primeiro trailer para o filme foi lançado em 29 de janeiro de 2014. O trailer teve mais de 3 milhões de visualizações em menos de 24 horas após seu lançamento. Menos de uma semana depois, o trailer tinha atingido 15 milhões de visualizações. Um vídeo foi revelado em um pré-show no MTV Movie Awards 2014 em 13 de abril de 2014. Um trailer foi lançado em 28 de abril de 2014 a 20th Century Fox lançou mais clipes no YouTube como um promo para o lançamento do filme.
Em 2 de abril de 2014, o estúdio anunciou o lançamento de um programa de turnê promocional chamado "Demand Our Stars" para o filme, em que autor e elenco principal iria visitar os estados que receberam a maioria dos votos. Quatro estados ganharam o programa turístico, começou em Miami, Flórida em 6 de maio, Cleveland, Ohio em 7 de maio, Nashville, Tennessee em 8 de maio, e terminou em Dallas, Texas em 9 de maio.

## Recepção

### Lançamento
O filme foi lançado em 6 de junho de 2014.

### Bilheteria
The Fault in Our Stars tinha ganhado US$ 124.872.350 na América do Norte e US$ 182.294.184 em outros países, para um total mundial de US$ 307.166.834.
Durante sua semana de estreia, The Fault In Our Stars acumulou US$ 48,2 milhões a partir de 3.173 cinemas a uma média de US$ 15.128 por cinema, classificando-o em primeiro lugar na América do Norte e na bilheteria mundial. na América do Norte, The Fault in Our Stars ganhou US$ 8,2 milhões em apresentações noturnas de quinta-feira, superando em março o filme Divergent (US$ 4,9 milhões) e de estar em pé de igualdade com as adaptações recentes filmes de histórias em quadrinhos, como The Amazing Spider-Man 2 (US$ 8,7 milhões) e X-Men: Days of Future Past (US$ 8,1 milhões). O filme recebeu principalmente o seu impulso a partir de  "The Night Before Our Stars", um evento com preço premium com ingressos que podem chegar a US$ 25, que inclui a exibição do filme e perguntas e respostas com o elenco e equipe, incluindo Shailene Woodley, Ansel Elgort, Nat Wolff, e autor John Green. No dia de seu lançamento de ampla abertura, o filme arrecadou US$ 26,1 milhões, superando o filme de Tom Cruise Edge of Tomorrow que abriu com US$ 10,7 milhões. Ele estava à frente de Maleficent (US$ 24,3 milhões) e seu o filme com Woodley e Elgort, Divergent (US$ 22,8 milhões).

### Crítica
The Fault in Our Stars recebeu críticas positivas por parte da crítica especializada. Em base de 45 avaliações profissionais, alcançou uma pontuação de 69% da crítica e 7,4 do público no Metacritic. Com um índice de 81% o Rotten Tomatoes chegou ao consenso: "Sábio, engraçado e comovente, sem recorrer a exploração, A Culpa É das Estrelas faz direito por seu material de origem best-seller",O público também deu uma nota positiva de 85/100. O AdoroCinema deu um review positivo de 4/5 estrelas que significa "muito bom".

## Remake indiano
Em 6 de agosto de 2014, a produtora da Índia Fox Star Studios anunciou a intentação de produzir a versão local Hindi e remake de The Fault in Our Stars. O CEO dos estúdios Vijay Singh disse que a versão em Inglês do filme foi lançado no final de julho na Índia e ganhou mais de US$ 1 milhão.